# 'A fede
'A fede  è una raccolta di Mario Merola del 2005.

## Tracce
1. 'A fede
2. Legge d'onore
3. Ddoje vote carcerato
4. Rosa 'nfamita'
5. 'E quatte vie
6. Carmala spina
7. A sciurara
8. Ammanettato
9. Suonno e cancelle
10. Malasera
11. L'ultima 'nfanita'
12. Malaspia